# Fatty Taylor
Roland Morris Taylor, detto Fatty (Washington, 13 marzo 1946 – Denver, 7 dicembre 2017), è stato un cestista statunitense, professionista nella ABA e nella NBA.

## Carriera
Venne selezionato dai Philadelphia 76ers al dodicesimo giro del Draft NBA 1969 (167ª scelta assoluta).

## Palmarès
- ABA All-Defensive Team: 2

1973, 1974
- Miglior giocatore per palle rubate di sempre ABA
- Secondo migliore giocatore di sempre per palle rubate a partita ABA in regular season (2,6 palle rubate a partita)
- Undicesimo per numero di assist di sempre ABA
- Cinquantesimo migliore rimbalzista di sempre ABA
- Cinquantaseiesimo miglior marcatore di sempre ABA